# Borolia rhabdophora
Borolia rhabdophora är en fjärilsart som beskrevs av George Francis Hampson 1902. Borolia rhabdophora ingår i släktet Borolia och familjen nattflyn. Inga underarter finns listade i Catalogue of Life.